# 3808 Темпель
3808 Те́мпель (3808 Tempel) — астероїд головного поясу, відкритий 24 березня 1982 року.
Тіссеранів параметр щодо Юпітера — 3,565.